# Kaptol (Slawonien)

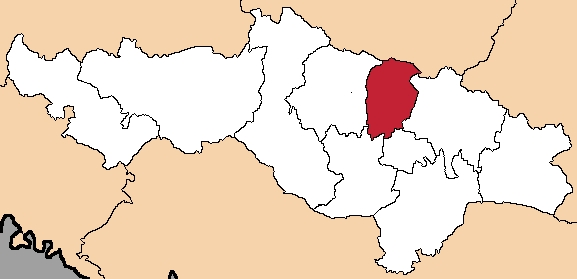
Lager der Gemeinde Kaptol in der Gespanschaft Požega-Slawonien

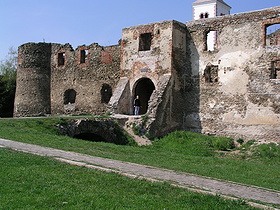
Burgruine in Kaptol

Kaptol ist eine Gemeinde in der Gespanschaft Požega-Slawonien in Kroatien. Es befindet sich am südlichen Abhang des Gebirges Papuk, 12 km nördlich der Stadt Požega. Die Gemeinde hat 2.605 Einwohner (2021), davon 1.040 Einwohner im Hauptort. 

## Siedlungen der Gemeinde
Laut der letzten Volkszählung von 2021 hatten alle Ortschaften der Gemeinde Kaptol zusammen 2.605 Einwohner.
- Alilovci – 318
- Bešinci – 50
- Češljakovci – 225
- Doljanovci – 199
- Golo Brdo – 221
- Kaptol – 1040
- Komarovci – 126
- Novi Bešinci – 50
- Podgorje – 212
- Ramanovci – 164

## Geographie
Der Volkszählung aus dem Jahr 2011 zufolge lebten auf einer Fläche von 85,49 km² 3472 Einwohner, davon 1.409 in Kaptol selbst. Die Bevölkerungsdichte beträgt somit 41 Einwohner je km². Die genaue geographische Lage des Dorfes Kaptol ist 45° 26′ N, 17° 44′ O. Von 1111 Haushalten befinden sich 428 nur in Kaptol.

## Geschichte

### Vorgeschichte
Es gibt Belege dafür, dass dieses Gebiet seit der Eisenzeit ununterbrochen von Menschen bewohnt war. Davon zeugen mehrere Fundorte aus dieser Zeit, bei denen es sich grundsätzlich um Grabstätten handelt. In den Grabstätten wurden wichtige Fundstücke wie Urnen und Opfergefäße (Askos) gefunden. Viele der Grabstätten wurden jedoch im Laufe der Geschichte von Plünderern beschädigt und ausgeraubt. Die meisten Fundstücke befinden sich heute im Archäologischen Museum in Zagreb. 

### Mittelalter
Kaptol bekam seinen Namen nach der Požeger Genossenschaft in Kaptol (Capitulum ecclesiae beati Petri de Posega), die etwa im Jahr 1220 von der katholischen Kirche als Institution gegründet wurde. Dieses Kaptol hatte somit das Amt eines glaubwürdigen Ortes (locus credibilis) und sogar ein eigenes Siegel. Es hatte die Erlaubnis und Pflicht verschiedene Auseinandersetzungen zwischen Adeligen und kirchlichen Einrichtungen zu schlichten. Solch eine administrativ-formale Einheit spielte später eine große Rolle im bürgerlichen Leben der Kroaten auf diesem Gebiet. Das älteste Dokument, in welchem dieses Kaptol erwähnt wird, befindet sich heute im ungarischen Staatsarchiv Budapest. Von 1537 bis 1691 stand Kaptol unter türkischer Herrschaft. Der letzte türkische Herrscher über Kaptol war Dizdar-aga, der im Kaptoler Kastell lebte. Eigentlich hatte man vor, das Kastell zu zerstören, bevor es von den Türken erobert werden kann. Nach der Befreiung von den Türken wird Kaptol im Jahr 1700 wieder zur Pfarrerschaft und bewältigt nur langsam die Krisen, in welche es während der türkischen Herrschaft geraten war.

### Frühe Neuzeit
Seit Anfang des 18. Jahrhunderts gehörte der Ort zum Komitat Požega. Am Ende des Ersten Weltkrieges im Jahr 1918 wurde die Region Teil des neu entstandenen Staates der Slowenen, Kroaten und Serben, der wenig später Teil des Königreiches der Serben, Kroaten und Slowenen wurde.

## Wirtschaft
Die langsame Entwicklung hat auch ihre Spuren in der Wirtschaft hinterlassen, und so sind noch heute die wichtigsten wirtschaftlichen Grundlagen der Ackerbau, Weinbau, Viehzucht, Forstwirtschaft, Bauwesen und Holzverarbeitung. Die meisten der Unternehmen (46,9 %) gehören dem Primärsektor an, 20,7 % dem Sekundärsektor und 32,49 % dem Tertiärsektor.

## Bevölkerung
Aufgrund der geschichtlichen, aber auch der politisch-ökonomischen Begebenheiten sind in Kaptol mehrere verschiedene Nationen vertreten: 97,24 % sind Kroaten, 1,84 % Tschechen, 0,23 % Serben. Außerdem leben in Kaptol noch Albaner, Deutsche, Slowaken, Montenegriner und Russinen. Die Tschechen hatten in Kaptol jedoch den größten Einfluss. Größtenteils immigrierten sie in der zweiten Hälfte des 19. Jahrhunderts nach Kaptol. Kurz darauf lebten in Kaptol genauso viele Tschechen wie Kroaten. Die tschechische Sprache und Kultur beeinflusste stark das Alltagsleben in Kaptol. Am 25. Januar 1923 wurde die Tschechisch-slowakische Gesellschaft in Kaptol gegründet. Deren Ziel ist es die tschechische Kultur zu verbreiten und zwar mit Tanz- und Gesangsaufführungen. Manche dieser Veranstaltungen finden noch heute in Kaptol statt, wie z. B. Unser Jaro und Erntefestlichkeiten.
| 1857 | 1869 | 1880 | 1890 | 1900  | 1910  | 1921  | 1931  | 1948  | 1953  | 1961  | 1971  | 1981  | 1991  | 2001  | 2011  |
| 649  | 604  | 673  | 891  | 1.040 | 1.090 | 1.099 | 1.185 | 1.113 | 1.163 | 1.298 | 1.346 | 1.293 | 1.361 | 1.570 | 1.409 |

## Sehenswürdigkeiten
- Mitten in Kaptol steht die Ruine der Kaptoler Burg, auch „Alte Stadt“ genannt. Es handelt sich um ein altgotisches Kastell mit runden Halbtürmen, umgeben von einem Wassergraben, der heute leersteht. Dieses Kastell diente anfangs als Sitz der Požeger Genossenschaft in Kaptol und später auch als Kirche. Im Kastell befindet sich auch die Ruine der Kirche des heiligen Peters.[5]
- Die Kirche des Heiligen Peter und Paul in Kaptol wurde 1772 als einschiffiges und spätbarockes Gebäude errichtet. Das Gotteshaus hat einen leicht gerundeten Altarraum mit einer eingeschossigen Sakristei und der der Glockenturm ragt über der Hauptfassade. Der Glockenturm hat einen quadratischen Grundriss und das Kirchenschiff ist zum Altarraum hin konkav abgerundet.[6]
- Das Pfarrhaus wurde Ende des 18. und Anfang des 19. Jahrhunderts mit rechteckigem Grundriss errichtet. Im Hof des Gebäudes befindet sich eine alte Scheune.[7]

## Kultur- und Sportvereine
Seit 1893 besteht die Freiwillige Feuerwehr Kaptol. Deren Gebäude und große Säle dienen unter anderem auch als Festplatz für verschiedene Veranstaltungen. Einer der wichtigsten Vereine war der Fußballklub Zvijezda (Stern), der 1938 gegründet wurde. Fünfzig Jahre spielte der Klub eine zentrale Rolle im Sportleben von Kaptol. Heute ist Fußball in Kaptol nicht mehr so gefragt.
Wichtig für Kaptol ist auch die Grundschule, benannt nach dem kroatischen Schriftsteller Vilim Korajac. In den letzten Jahren wurde sie immer mehr modernisiert, so dass sie jetzt zu den modernsten Schulen in der Gespanschaft gehört. Im Jahr 2007 wurde noch eine große Turnhalle gebaut, in der fortan verschiedene Sportveranstaltungen stattfinden sollen.